# Xã Fremont, Quận Cavalier, Bắc Dakota
Xã Fremont (tiếng Anh: Fremont Township) là một xã thuộc quận Cavalier, tiểu bang Bắc Dakota, Hoa Kỳ. Năm 2010, dân số của xã này là 55 người.